# 中村佳代子
中村 佳代子（なかむら かよこ、1950年3月11日- ）は、日本の放射線医学者。慶應義塾大学専任講師、日本アイソトープ協会主査などを経て、原子力規制委員会委員を歴任。

## 経歴・人物
- 1968年3月東京都立日比谷高等学校卒業[2]
- 1973年3月 東京工業大学理学部化学科卒業
- 1975年3月　東京工業大学大学院理学系研究科修士課程修了、理学修士
- 1978年3月　東京工業大学大学院理学系研究科博士課程修了、理学博士　論文の題は「Myosin-like protein and actin-like protein from Escherichia coli Kl2 C600(大腸菌のミオシン様蛋白質とアクチン様蛋白質)」[3]。
- 1978年4月　東京都臨床医学総合研究所放射線医学研究室研究員
- 1983年5月　慶應義塾大学助手（医学部放射線科学）
- 1987年 日本核医学会賞受賞
- 1990年4月　慶應義塾大学専任講師（医学部放射線科学）
- 1994年 日本核医学会評議員
- 2005年 日本核医学会理事[4]
- 2009年2月14日　文部科学省放射線審議会基本部会委員[5]
- 2010年1月　日本アイソトープ協会医療連携室長
- 2012年4月-9月　日本アイソトープ協会プロジェクトチーム主査
- 2012年9月19日　原子力規制委員会委員[6]
- 2015年9月18日　原子力規制委員会委員退任[7]

この間、カリフォルニア大学バークレー校に留学。日本経済新聞社先端技術評価委員会委員、日本核医学会の幹事長・広報担当・国際会議担当理事などを務めた。

## 研究・著作
- 博士論文 " Myosin-like protein and actin-like protein from Escherichia coli Kl2 C600 "（「大腸菌のミオシン様蛋白質とアクチン様蛋白質」）東京工業大学  理学博士 1978年3月26日 甲第954号
- 「特定遺伝子の局在と発現とをin vivoで診る核医学的手法の開発」文部科学省科学研究費補助金研究成果報告書　基盤研究(C)2001-2003、2004年6月
- 「体内遺伝子の動態をリアルタイムで観るジーンイメージングの開発」文部科学省科学研究費補助金研究成果報告書　基盤研究(C)2004-2006　2007年5月
- 『核医学用語辞典』医薬ジャーナル社 2004年[8]